# Lázaro Ramos
Lázaro Ramos, właściwie Luís Lázaro Sacramento Ramos (ur. 1 listopada 1978 w Salvadorze, w stanie Bahia) – brazylijski aktor teatralny, filmowy i telewizyjny.

## Życiorys
Lázaro Ramos urodził się w Salvadorze 1 listopada 1978 roku, ale pierwsze lata życia spędził na wyspie Paty w stanie Bahia. Do Salvadoru przeniósł się, aby podjąć edukację w szkole podstawowej. Tam też zaczął występować w szkolnym teatrze. Na początku kariery posługiwał się pseudonimem artystycznym Lula Somar (pierwszy człon pochodzi ze zbitki pierwszych sylab imion: “Lu” od Luisa i “La” od Lázaro, drugi człon “Somar” jest odwróceniem nazwiska Ramos).
W wieku 15 lat Ramos dołączył do grupy teatralnej Bando de Teatro Olodum w Salvadorze, kierowanej przez Marcio Meirellesa i składającej się z aktorów pochodzenia afrobrazylijskiego. Równocześnie pracował jako technik laboratoryjny w laboratorium analiz klinicznych. W tym czasie ciężko zachorowała jego matka, Célia Sacramento i Ramos jako jedynak, dokładał się do domowych rachunków.
Pierwsze lata swojej kariery Lázaro Ramos spędził na deskach teatru Olodum, występując w takich sztukach jak Ó Paí Ó (1993), Zumbi (1995) i Cabaré da Raça (1998). W 1995 roku zadebiutował w filmie, grając rolę epizodyczną w Jenipapo, a w 1998 roku wystąpił w filmie Cinderela Baiana, w którym główną rolę grała Carla Perez, była tancerka grupy É o Tchan.
W filmie Kobieta na topie z 2000 roku grał u boku Murilo Benício i Penélope Cruz. W tym samym roku wystąpił też w sztuce A Máquina razem ze swoimi przyjaciółmi Wagnerem Mourą i Vladimirem Brichtą. Sławę przyniosła mu główna rola w filmie Madame Satã.
W kolejnych latach Lázaro Ramos grał w takich przebojach kinowych jak Carandiru (2003), Karnawał, chłopaku! (2007), Saneamento Básico – O Filme (2007). Wystąpił też w serialach sieci Globo, m.in. Carga Pesada, Cobras & Lagartos i Decamerão – A Comédia do Sexo.
Poza karierą aktorską, Lázaro Ramos był prowadzącym program telewizyjny Fantástico oraz autorski program Espelho w Canal Brasil. Jest też ambasadorem dobrej woli UNICEFu oraz jednym z twórców projektu społecznego Ler é Poder (Czytać to Móc), którego celem jest zwiększenie czytelnictwa w Salvadorze.
W 2010 roku aktor wydał książeczkę dla dzieci pt. A Velha Sentada, która opowiada o dziewczynce, spędzającej cały dzień przed komputerem. W 2017 roku wydał też autobiografię pt. Na minha pele. Lázaro Ramos w swojej działalności scenicznej i społecznej podnosi temat dyskryminacji rasowej w Brazylii. W 2009 roku został wybrany przez magazyn Época jednym ze 100 najbardziej wpływowych Brazylijczyków.
Lázaro Ramos jest żonaty z aktorką Taís Araújo. Mają dwoje dzieci: João Vicente de Araújo Ramos (ur. 18 czerwca 2011) i Marię Antónię (ur. 23 stycznia 2015).
Para pracowała ze sobą na planie telenoweli Cobras & Lagartos. Za rolę Foguinho Ramos był nominowany do nagrody Emmy w 2007 roku. W 2013 roku Ramos i Araújo ponownie grali razem w filmie Acorda Brasil, w 2014 roku w Geração Brasil, a w 2015 roku w Mister Brau.

## Filmografia

### Seriale i programy telewizyjne
| Rok        | Tytuł                          | Rola                                          |
| ---------- | ------------------------------ | --------------------------------------------- |
| 2002       | Pastores da Noite              | Massu                                         |
| 2003       | Cena Aberta                    | Negro Bonifácio                               |
| 2003       | Fantástico                     | Epizod                                        |
| 2003       | A Grande Família               | Alemão                                        |
| 2003       | Carga Pesada                   | Negão                                         |
| 2004       | Carandiru, Outras Histórias    | Ezequiel                                      |
| 2004       | Sexo Frágil                    | Fred / Priscila                               |
| 2004       | Programa Novo                  | Fred / Priscila                               |
| 2005       | Levando a Vida                 | Formiga                                       |
| 2005       | Fantástico                     | Prezenter                                     |
| 2006       | Cobras & Lagartos              | Daniel Miranda Café (Foguinho)                |
| 2006       | Fantástico                     | Pecado Avareza                                |
| 2006–17    | Program Espelho (Canal Brasil) | Grał samego siebie                            |
| 2007       | Duas Caras                     | Evilásio Caó                                  |
| 2008       | Karnawał, chłopaku!            | Roque Bahia                                   |
| 2009       | Decamerão – A Comédia do Sexo  | Monge Masetto                                 |
| 2009       | Karnawał, chłopaku!            | Roque Bahia                                   |
| 2009       | Dó-Ré-Mi-Fábrica               | Ludovico / Arquimedes                         |
| 2010       | Passione                       | Grał samego siebie                            |
| 2010       | Fantástico                     | Grał samego siebie / Prezenter i teżyser      |
| 2011       | Insensato Coração              | André Gurgel                                  |
| 2012       | Lado a Lado                    | José Maria dos Santos (Zé Maria / Zé Navalha) |
| 2013       | O Dentista Mascarado           | Zawodowy zabójca, który udaje Lázaro Ramosa   |
| 2014       | Doce de Mãe                    | Francis Farmer                                |
| 2014       | A Grande Família               | Grał samego siebie / Agostinho Carrara        |
| 2014       | Geração Brasil                 | Brian Roberto Benson                          |
| 2015–17    | Criança Esperança              | Grał samego siebie                            |
| 2015–atual | Mister Brau                    | Mr. Brau/Braúlio                              |
| 2016       | R1                             | Lektor                                        |
| 2017       | Rock Story                     | Mr. Brau                                      |
| 2017       | Lazinho Com Você               | Grał samego siebie                            |

### Filmy kinowe
| Rok  | Tytuł                                     | Rola                                    |
| ---- | ----------------------------------------- | --------------------------------------- |
| 1995 | Jenipapo                                  | Epizod                                  |
| 1998 | Cinderela Baiana                          | Chico                                   |
| 2000 | Woman on Top                              | Max                                     |
| 2002 | As três Marias                            | Catrevagem                              |
| 2002 | Madame Satã                               | João Francisco dos Santos / Madame Satã |
| 2003 | Carandiru                                 | Ezequiel                                |
| 2003 | O Homem do Ano                            | Marcão                                  |
| 2003 | O Homem que Copiava                       | André                                   |
| 2004 | Meu Tio Matou um Cara                     | Éder Fragoso                            |
| 2004 | Nina                                      | malarz                                  |
| 2004 | TheLastNote.com                           | Lázaro                                  |
| 2005 | A Máquina                                 | Doido Cético                            |
| 2005 | Cafundó                                   | João de Camargo                         |
| 2005 | Cidade Baixa                              | Deco                                    |
| 2005 | Desejo                                    | Edmilson                                |
| 2005 | Quanto Vale ou É por Quilo?               | porywacz                                |
| 2006 | O Cobrador                                | C                                       |
| 2007 | Karnawał, chłopaku!                       | Roque                                   |
| 2007 | Saneamento Básico, o Filme                | Zico                                    |
| 2011 | Amanhã Nunca Mais                         | Dr. Walter                              |
| 2011 | Priscilla Drag, Eu sou Rica!              | Grał samego siebie (rola specjalna)     |
| 2012 | Marighella                                | Narrator w filmie dokumentalnym         |
| 2012 | O Grande Kilapy                           | Joãozinho (João Fraga)                  |
| 2013 | Acorda Brasil                             | Laerte                                  |
| 2014 | As Aventuras do Avião Vermelho            | Chocolate (dubler)                      |
| 2015 | O Vendedor de Passados                    | Vicente                                 |
| 2015 | Sorria, Você Está Sendo Filmado – O Filme | Geneton                                 |
| 2015 | Tudo Que Aprendemos Juntos                | Laerte                                  |
| 2016 | Mundo Cão                                 | Nenê                                    |

### Reżyseria
| Rok  | Tytuł                                 | Uwagi             |
| ---- | ------------------------------------- | ----------------- |
| 2006 | Espelho                               | Także prezenter   |
| 2006 | Zózimo Bulbul                         | Film dokumentalny |
| 2011 | Namíbia, não!                         | Sztuka teatralna  |
| 2015 | O Topo da Montanha                    | Sztuka teatralna  |
| 2016 | Boquinha… E assim surgiu o mundo      | Sztuka teatralna  |
| 2016 | “Vai Dar Ruim”, DreamTeam do Passinho | Klip wideo        |

### Teatr
| Rok          | Tytuł |
| ------------ | --- |
| 1988         | A bruxinha que era boa |
| 1994         | Bai Bai Pelô |
| 1995         | Zumbi Está Vivo e Continua Lutando |
| 1995         | A casa Fechada |
| 1996         | Erê pra toda vida |
| 1996         | Ópera de 3 Mirréis |
| 1997         | Cabaré da Raça Londres (jako Oxossi) Bacantes (rola specjalna) Esmeralda a Vampira fetichista (jako Bruxa Queche) Tropicália e Bananas (jako Gilberto Gil) |
| 1998         | Cuida Bem de Mim |
| 1998         | Ópera de 3 Reais |
| 1998         | Um Tal de Dom Quixote Dom Quixote de Cervantes |
| 1999         | A exceção e a regra |
| 1999         | Sonho de uma Noite de Verão |
| 2000         | A Máquina |
| 2002         | Mamãe não Pode Saber. A ver estrelas. Homem objeto. |
| 2007         | O Método Grönholm |
| 2015–obecnie | O Topo da Montanha |

## Nagrody i nominacje
| Rok  | Nagroda                                            | Kategoria                                 | Tytuł                            | Wynik                |
| ---- | -------------------------------------------------- | ----------------------------------------- | -------------------------------- | -------------------- |
| 2002 | Prêmio Shell de Teatro                             | Najlepszy aktor                           | Mamãe não Pode Saber.            | Nominacja            |
| 2002 | Mostra Internacional de Cinema de São Paulo        | Najlepszy aktor                           | Madame Satã                      | Nagroda              |
| 2002 | Festival de Cinema Ibero-Americano de Huelva       | Najlepszy aktor                           | Madame Satã                      | Nagroda              |
| 2002 | Festival Internacional de Cinema de Cuenca         | Najlepszy aktor                           | Madame Satã                      | Nagroda              |
| 2003 | Troféu APCA                                        | Najlepszy aktor                           | Madame Satã                      | Nagroda              |
| 2003 | Festival SESC Melhores Filmes                      | Najlepszy aktor                           | Madame Satã                      | Nagroda              |
| 2003 | Grande Prêmio Cinema Brasil                        | Najlepszy aktor                           | Madame Satã                      | Nagroda              |
| 2003 | Festival de Cinema de Lima                         | Najlepszy aktor                           | Madame Satã                      | Nagroda              |
| 2003 | Festival Internacional de Cinema de Santo Domingo  | Najlepszy aktor                           | Madame Satã                      | Nagroda              |
| 2003 | Festival Internacional de Cinema de Valdivia       | Najlepszy aktor                           | Madame Satã                      | Nagroda              |
| 2003 | Festival Internacional du Film d’Amour de Mons     | Najlepszy aktor                           | Madame Satã                      | Nagroda              |
| 2003 | Prêmio Qualidade Brasil                            | Najlepszy aktor                           | O Homem que Copiava              | Nominacja            |
| 2003 | Festival de Havana                                 | Najlepszy aktor                           | O Homem que Copiava              | Nagroda              |
| 2004 | Festival SESC Melhores Filmes                      | Najlepszy aktor                           | O Homem que Copiava              | Nagroda              |
| 2004 | Grande Prêmio Cinema Brasil                        | Najlepszy aktor                           | O Homem que Copiava              | Nominacja            |
| 2004 | Festival Internacional de Cinema de Cartagena      | Najlepszy aktor drugoplanowy              | Carandiru                        | Nagroda              |
| 2005 | Grande Prêmio Cinema Brasil                        | Najlepszy aktor                           | Meu Tio Matou um Cara            | Nominacja            |
| 2005 | Prêmio Qualidade Brasil                            | Najlepszy aktor                           | Meu Tio Matou um Cara            | Nominacja            |
| 2005 | Prêmio Qualidade Brasil                            | Najlepszy aktor                           | Meu Tio Matou um Cara            | Nagroda              |
| 2005 | Prêmio José Lewgoy do Cinema Gaúcho                | Najlepszy aktor                           | Meu Tio Matou um Cara            | Nagroda              |
| 2005 | Cine Ceará                                         | Najlepszy aktor drugoplanowy              | Quanto Vale ou É por Quilo?      | Nagroda              |
| 2005 | Festival de Gramado                                | Kikito (Aktor)                            | Cafundó                          | Nagroda              |
| 2006 | Prêmio Contigo de Cinema Nacional                  | Najlepszy aktor                           | Cidade Baixa                     | Nominacja            |
| 2006 | Prêmio ACIE de Cinema                              | Najlepszy aktor                           | Cidade Baixa                     | Nominacja            |
| 2006 | Festival de Cinema Brasileiro de Miami             | Najlepszy aktor                           | Cidade Baixa                     | Nominacja            |
| 2006 | Prêmio Faz Diferença                               | Wywiad telewizyjny (z Caroliną Dieckmann) | Grał samego siebie               | Nagroda              |
| 2006 | Prêmio Extra de Televisão                          | Najlepszy aktor                           | Cobras & Lagartos                | Nagroda              |
| 2006 | Troféu Raça Negra                                  | Nagroda specjalna                         | Cobras & Lagartos                | Nagroda              |
| 2006 | Melhores do Ano                                    | Najlepszy aktor                           | Cobras & Lagartos                | Nagroda              |
| 2007 | Troféu APCA                                        | Najlepszy aktor                           | Cobras & Lagartos                | Nagroda              |
| 2007 | Troféu Imprensa                                    | Najlepszy aktor                           | Cobras & Lagartos                | Nominacja            |
| 2007 | Troféu Internet                                    | Najlepszy aktor                           | Cobras & Lagartos                | Nagroda              |
| 2007 | Prêmio Contigo! de TV                              | Najlepsza para (z Taís Araújo)            | Cobras & Lagartos                | Nominacja            |
| 2007 | Prêmio Contigo! de TV                              | Najlepszy aktor                           | Cobras & Lagartos                | Nagroda              |
| 2007 | Meus Prêmios Nick                                  | Ulubiony aktor                            | Cobras & Lagartos                | Nagroda              |
| 2007 | Emmy Internacional                                 | Najlepszy aktor                           | Cobras & Lagartos                | Nominacja            |
| 2007 | Prêmio Qualidade Brasil                            | Najlepszy aktor                           | Karnawał, chłopaku!              | Nominacja            |
| 2007 | Grande Prêmio Cinema Brasil                        | Najlepszy aktor drugoplanowy              | Cidade Baixa                     | Nominacja            |
| 2007 | Grande Prêmio Cinema Brasil                        | Najlepszy aktor                           | A Máquina                        | Nominacja            |
| 2007 | Prêmio Qualidade Brasil de Teatro                  | Najlepszy aktor                           | O Método Grönholm                | Nagroda              |
| 2007 | Prêmio Contigo de Teatro                           | Najlepszy aktor                           | O Método Grönholm                | Nagroda              |
| 2008 | Troféu Imprensa                                    | Najlepszy aktor                           | Duas Caras                       | Nominacja            |
| 2008 | Prêmio Contigo! de TV                              | Najlepsza para (z Déborą Falabella)       | Duas Caras                       | Nominacja            |
| 2008 | Prêmio Festnatal                                   | Najlepszy aktor                           | Duas Caras                       | Nagroda              |
| 2008 | Troféu Super Cap De Ouro                           | Najlepszy aktor                           | Duas Caras                       | Nagroda              |
| 2008 | Prémio Ariel                                       | Najlepszy aktor                           | O Cobrador                       | Nominacja            |
| 2008 | Grande Prêmio Cinema Brasil                        | Najlepszy aktor serialu                   | Karnawał, chłopaku!              | Nominacja            |
| 2009 | Prêmio Qualidade Brasil                            | Najlepszy aktor                           | Karnawał, chłopaku! serial       | Nagroda              |
| 2009 | Prêmio Contigo! de TV                              | Najlepszy aktor komediowy                 | Karnawał, chłopaku! serial       | Nominacja            |
| 2013 | Troféu APCA                                        | Najlepszy aktor                           | Lado a Lado                      | Nominacja            |
| 2013 | Prêmio Extra de Televisão                          | Najlepszy aktor                           | Lado a Lado                      | Nominacja            |
| 2013 | Festival de Cinema Itinerante da Língua Portuguesa | Najlepszy aktor                           | O Grande Kilapy                  | Nagroda              |
| 2013 | Prêmio Braskem de Teatro                           | Nagroda specjalna                         | Za całą twórczość                | Nagroda              |
| 2014 | Melhores do Ano                                    | Najlepszy aktor drugoplanowy              | Geração Brasil                   | Nominacja            |
| 2014 | Prêmio Quem de Televisão                           | Najlepszy aktor drugoplanowy              | Geração Brasil                   | Nominacja            |
| 2014 | Prêmio Contigo! de TV                              | Najlepszy aktor telenoweli                | Geração Brasil                   | Nominacja            |
| 2015 | Melhores do Ano                                    | Najlepszy aktor serialu lub miniserialu   | Mister Brau                      | Nominacja            |
| 2015 | Prêmio Quem de Televisão                           | Najlepszy aktor                           | Mister Brau                      | Nominacja            |
| 2015 | Grande Prêmio Cinema Brasileiro                    | Najlepszy aktor                           | Tudo Que Aprendemos Juntos       | Nominacja            |
| 2015 | Prêmios CBTIJ de Teatro para Crianças              | Oryginalna muzyka i zaadaptowany tekst    | A Menina Edith e a Velha Sentada | Nagroda              |
| 2016 | Prêmio Arte Qualidade Brasil de Teatro             | Najlepszy aktor dramatyczny               | O Topo da Montanha               | Nagroda              |
| 2016 | Melhores do Ano                                    | Najlepszy aktor serialu lub miniserialu   | Mister Brau                      | Nominacja            |
| 2017 | Grande Prêmio Cinema Brasileiro                    | Najlepszy aktor                           | Mundo Cão                        | Brak rozstrzygnięcia |